# Anarchisme en Turquie
L'anarchisme en Turquie apparait au début du XXe siècle, mais c'est surtout au XXIe siècle que le mouvement libertaire prend son essor
Marquées par la contre-culture des années 1960, de nombreuses publications apparaissent en langue turque, d'abord en Allemagne puis en Turquie même, dans les années 1980, et dans le sillage de cette dynamique éditoriale, les premiers collectifs organisés.

## Éléments historiques

### Les précurseurs

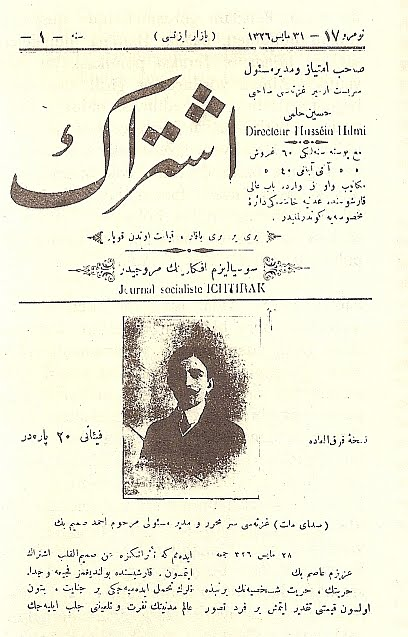
İştirak (1910-1912).

À Istanbul, le journal İştirak (1910-1912) sous-titré journal socialiste publie des textes de débats sur l'anarchisme, le marxisme, l'anarcho-syndicalisme et le socialisme.
En 1913, Baha Tevfik, originaire d'İzmir, publie « Philosophie de l'individu ». Tevfik édite le magazine satirique Esek  qui est interdit à plusieurs reprises.
En 1935, La Morale anarchiste de Pierre Kropotkine est traduite et éditée.

### Époque contemporaine
La Turquie n'échappe pas à la grande vague libertaire des années 1960. Comme dans nombre de pays, dont la France en Mai 68, la révolte de la jeunesse, les manifestations étudiantes, les Yippies et hippies, le féminisme, l'objection de conscience, le pacifisme, et d'autres mouvements politiques et culturels engendrent ou propagent les valeurs antiautoritaires.
Après la chute du Mur de Berlin en 1989 et l'implosion de l'URSS, de nombreux militants marxistes (idéologie hégémonique dans les mouvements révolutionnaires jusqu'au coup d'État du 12 septembre 1980 en Turquie) sont confrontés à une tension entre la réalisation de l'objectif ultime du marxisme (la disparition de l'État et une société sans classes) et la réalité historique des régimes du « socialisme réel » avec ses appareils bureaucratiques et la répression de tout pluralisme politique. Ce débat conduit certains militants à rejeter le marxisme autoritaire et à chercher de nouvelles perspectives du côté des idées libertaires.

#### Une efflorescence éditoriale
En 1960, le magazine Yeni Ufuklar (Nouveaux horizons) publie des articles sur l'anarchisme. Un an plus tard, Qu'est-ce que la propriété ? de Pierre-Joseph Proudhon et Dieu et l'État de Michel Bakounine sont traduits en turc et diffusés.
Au début des années 1970, des magazines comme Yeni Olgu (Nouveau facteur) ou Akıntıya Karsi (À contre-courant) sont influencés par la « révolution culturelle » propre à cette époque.
Les collectifs organisés spécifiques et les publications n'émergent vraiment en Turquie que dans les années 1980.
Les premiers journaux libertaires en langue turque sont édités en Allemagne : İsyan (Rébellion - 1981), Anarko (1981-1983), Isyan bayragi (1985/1986), Anarsizmbugün (1986-1987) et Dogrudan Eylem (Action directe, 1988-1989).
Ce n'est qu'en 1984, à Istanbul, que le magazine Kara (Noir) publie douze numéros consécutifs. Dans les années 1990, Sokak (Route), avec un tirage de 10000 exemplaires, doit suspendre sa publication à la suite de trois saisies.

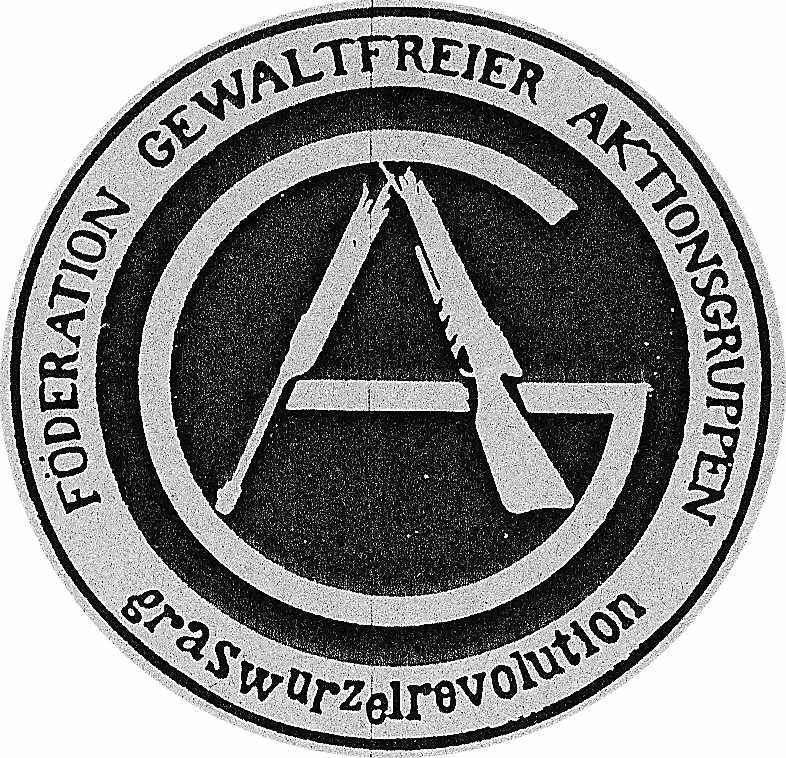

Le courant antimilitariste est également présent au travers du journal Ateş Hırsızı en 1993. En 2001, le journal pacifiste libertaire Graswurzelrevolution (de) (Föderation Gewaltfreier Aktionsgruppen (de)) publie un supplément turc-allemand sous le titre Otkökü (la base),.
En décembre 1991, parait le premier numéro de Amargi qui publie 14 numéros, suivi en 2001 par Kara mecmua (Black Journal).
L'activité éditoriale s'élargit avec l'apparition de deux magazines littéraires libertaires : Beyaz (1982) et Göcebo (1995). Dans l'édition, les traductions de « classiques » de l'anarchisme se poursuit avec des textes de Emma Goldman, Buenaventura Durruti, Murray Bookchin, Paul Feyerabend ou George Woodcock.

## Influences de la pensée libertaire sur le mouvement kurde

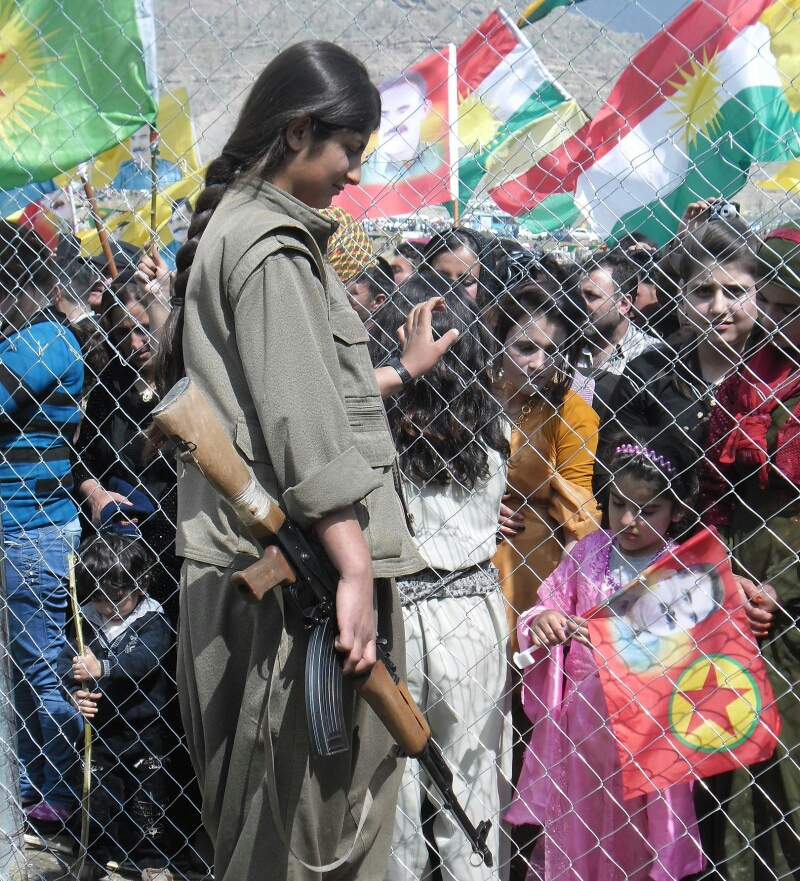
Combattante du PKK dans les montagnes de Qandil, en Irak, lors des célébrations de Newroz, le 23 mars 2014.

En 2006, à la suite de la disparition du communiste libertaire américain Murray Bookchin, le Parti des travailleurs du Kurdistan (PKK) prend l'engagement de construire la première société basée sur le confédéralisme démocratique, largement inspiré de l’écologie sociale et du municipalisme libertaire.
En janvier 2014, les cantons libérés du Rojava (Kurdistan syrien), se fédèrent en communes autonomes qui sur les bases d'un contrat social s'appuient sur la démocratie directe pour la gestion égalitaire des ressources. C’est en échangeant avec Murray Bookchin depuis la prison turque, où il purge une peine d’emprisonnement à vie, que Abdullah Öcalan, leader historique kurde, réoriente la stratégie politique du PKK et abandonne le marxisme-léninisme des origines. Le projet internationaliste approuvé par le PKK en 2005, et après par son parti-frère en Syrie, le Parti de l’union démocratique (PYD), est de réunir les peuples du Proche-Orient dans une confédération de communes démocratique, multiculturelle et écologiste,.

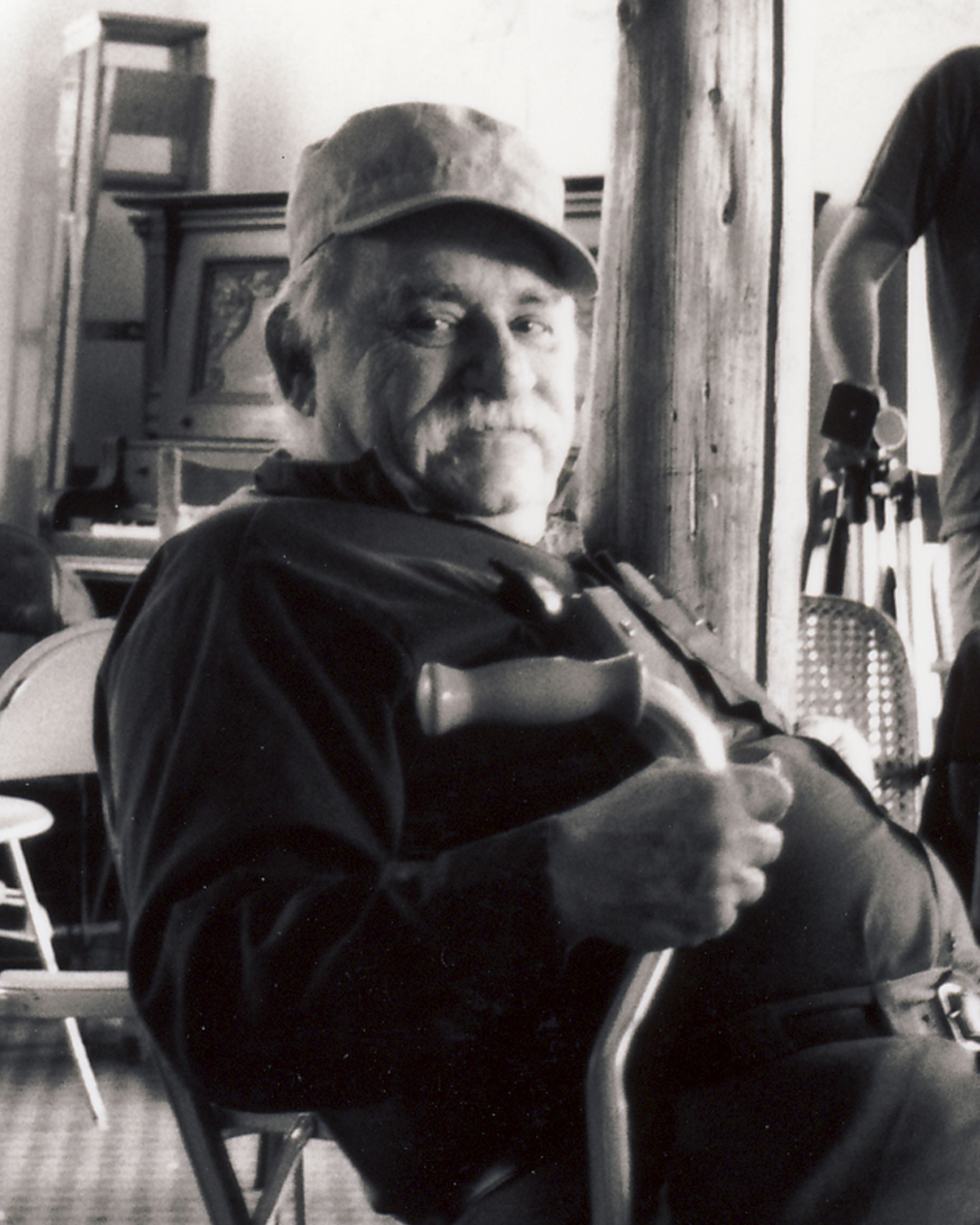
Murray Bookchin.

### Rappels historiques
D'abord lancé dans une guérilla d'orientation marxiste-léniniste, le PKK abandonne le second qualificatif en 1994, et adopte à partir de 2005 le Confédéralisme démocratique d'Abdullah Öcalan, un programme qui rejette le nationalisme et la prise de pouvoir en tant qu'objectif du parti. Ses grandes lignes sont définies par un projet de démocratie assembléiste proche du municipalisme libertaire, une économie de type collectiviste, un système de fédéralisme intégral entre communes et une coopération paritaire et multiethnique dans des systèmes organisationnels et décisionnels autogérés,,. Cette réorientation sera principalement l'œuvre des relations entretenues par Abdullah Öcalan lors de sa détention avec l'essayiste Murray Bookchin. En 2006, à la suite du décès du théoricien, l’assemblée du PKK se réfère à Bookchin pour la construction d'un nouveau modèle de socialisme démocratique : le municipalisme libertaire. Celui-ci sera repris par le PYD, proche du PKK en Syrie, mais ne connaîtra une mise en place singulière qu'en 2012 avec l'autonomie kurde acquise au Rojava,,.

## Féminisme
En 2016, la revue féministe Şûjin, s'appuie sur l'héritage de Rosa Luxemburg, Gurbetelli Ersöz, Emma Goldman, Virginia Woolf, Ayfer Serçe, Ulrike Meinhof ou Deniz Firat (ku),.

## Antimilitarisme
L’idéologie de l'État turc baigne, depuis sa fondation en 1923, dans un militarisme outrancier.
L'antimilitarisme émerge, en novembre 1989, avec l’insoumis anarchiste Tayfun Gönül suivi, en février 1990, de Vedat Zencir.
Selon l'Observatoire de la vie politique turque, « Le concept d’objection de conscience apparaît [...] dans le débat public turc. Le cas le plus célèbre d’objecteur de conscience poursuivi en justice, et qui popularisera véritablement la cause des objecteurs, est Osman Murat Ülke, dit « Ossi ». À la différence de ses prédécesseurs, qui ont été acquittés, « Ossi » fut le premier objecteur à avoir été forcé de retourner dans son unité d’affectation, puis à avoir été incarcéré dans une prison militaire pour insubordination. C’est à ce moment-là que le mouvement des objecteurs de conscience a commencé à se former, autour de la défense d’Osman Murat Ülke et grâce à la forte médiatisation de son procès qui permit la diffusion de l’idée d’objection de conscience et par là même la multiplication des objecteurs. ».
L’Internationale des résistants à la guerre s’est implantée depuis avec une section en Turquie. L’objection de conscience n’y est toujours pas reconnue.

## Dans la sphère politique institutionnelle
En 2014, lors de l’élection présidentielle, le candidat du Parti démocratique des peuples (HDP), Selahattin Demirtaş, dans son programme affirme qu'il « croît qu’une solution durable aux problèmes se rapportant à la culture et à l’identité peut être trouvée à travers une constitution nouvelle, démocratique, pluraliste, libertaire et égalitaire ».

## Associations libertaires

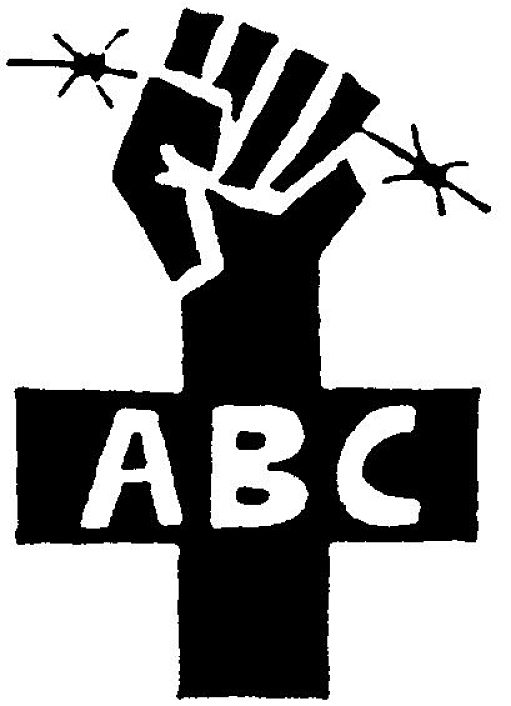
Logo de lAnarchist Black Cross Federation.

- L'Anarchist Black Cross, réseau international de solidarité avec les prisonniers politiques est présent à Istanbul[20].

- À partir de 1992, Savaş Karşıtları Derneği (SKD - Association des opposants à la guerre) organise le soutien aux insoumis et objecteurs de conscience. Elle est interdite par le gouverneur en 1993, mais l’Association des antimilitaristes d’Izmir (İzmir Savaş Karşıtları Derneği) est fondée en 1994[18] avec pour objectifs officiels de « lutter contre les guerres, le militarisme et le racisme » de « rassembler et créer des liens de solidarité entre les personnes qui partagent ces objectifs » et de « contribuer à la création d’une nouvelle culture fondée sur la paix et les libertés, visant à remplacer la culture hégémonique du militarisme-raciste »[17].

- En 1998, l'Anarşist Gençlik Federasyonu (Fédération Anarchiste jeunesse) est surtout active dans l'écologie, l'anti-capitalisme et l'anti-sexisme.

- Anarchist Communist Initiative (en) (turc : Anarşist Komünist Inisiyatif / AKI) est une organisation communiste libertaire active au milieu des années 2000. Elle est impliquée dans des luttes sociales ainsi que dans la résistance à la guerre en Irak[21]. Des liens sont tissés avec les anarcho-syndicalistes de la Sveriges Arbetares Centralorganisation suédoise, notamment au travers d'actions de soutien à des grèves en Suède[22]. Le groupe Rouge et Noir Istanbul (turc : Kara Kızıl İstanbul / KKI), fondée en 2013, est un successeur partielle de l'AKI.

- Devrimci Anarşist Faaliyet (DAF - Action révolutionnaire anarchiste), créée en 2007, est surtout présente à Istanbul et Diyarbakır[23],[24]

## Personnalités notables
- Gün Zileli (tr) (1946-) est un journaliste et écrivain.

- Kadir Cangızbay (tr) (1947-) est un sociologue socialiste libertaire.

- Tayfun Gönül (1958-2012) est, en 1989, le premier objecteur de conscience turc. Il se déclare anarchiste[25].

- Süreyyya Evren (en) (1972-) est un écrivain libertaire turc. Il publie le magazine Siyahi en Turquie. Certains de ses textes sont dans des revues comme Institute for Anarchist Studies (en) à New York City, Anarchist Studies à Londres[26] ou Réfractions[27] en zone francophone.